# Kereo Selatan
Kereo Selatan is een bestuurslaag in het regentschap Tangerang van de provincie Banten, Indonesië. Kereo Selatan telt 19.995 inwoners (volkstelling 2010).